# Nationalstraße 322 (China)
Die Nationalstraße 322 (chinesisch 322国道, Pinyin 322 Guódào, englisch China National Highway 322), chin. Abk. G322, ist eine 1.039 km lange Fernstraße im Süden Chinas, die in Nordost-Südwest-Richtung in der Provinz Hunan sowie im Autonomen Gebiet Guangxi verläuft. Sie beginnt in Hengyang und führt von dort über Qiyang, Lingling, Quanzhou, Lingui, Luzhai und Binyang in die Gebietshauptstadt Nanning. Anschließend verläuft sie parallel zur Autobahn G7211 über Ningming und Pingxiang nach Youyiguan („Freundschaftspass“) an der Grenze zu Vietnam.